# اتحاد نيجيريا لكرة القدم
تأسس الاتحاد النيجيري لكرة القدم في عام 1945م وانضم إلى الإتحاد الدولي لكرة القدم في 1959م وإنضم إلى الاتحاد الأفريقي لكرة القدم في 1959م.